# (33900) 2000 KS55
2000 KS55 (asteroide 33900) é um asteroide da cintura principal. Possui uma excentricidade de 0.21376120 e uma inclinação de 3.44985º.
Este asteroide foi descoberto no dia 27 de maio de 2000 por LINEAR em Socorro.